# Schmalblättriges Wollgras
Das Schmalblättrige Wollgras (Eriophorum angustifolium) ist eine Pflanzenart aus der Gattung der Wollgräser (Eriophorum) innerhalb der Familie der Sauergrasgewächse (Cyperaceae). Sie ist eine kennzeichnende Art von Hoch- und Zwischenmooren. Die langen Blütenhüllfäden der Früchte bilden den bezeichnenden weißen Wollschopf der Wollgräser (Eriophorum).

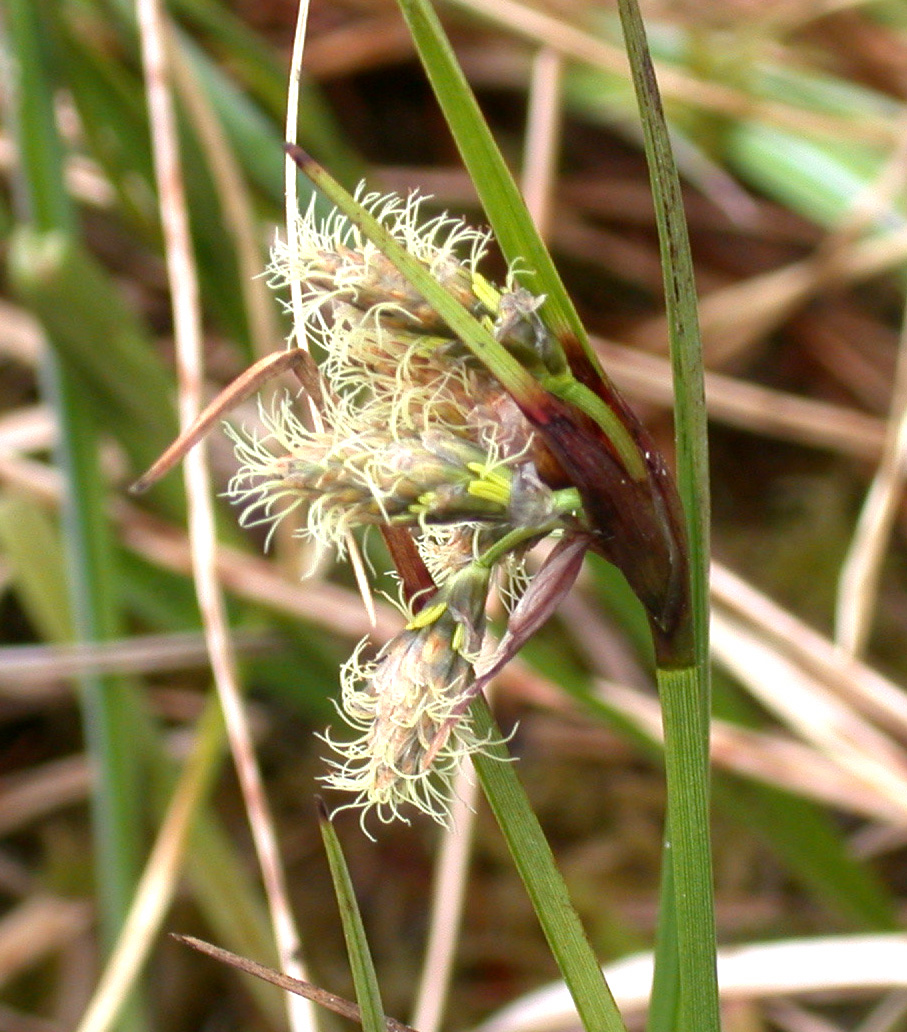
Blütenstand

## Beschreibung

### Vegetative Merkmale
Die mehrjährige, krautige Pflanze erreicht Wuchshöhen zwischen 20 und 90 Zentimetern. Dieser Geophyt und Helophyt wächst lockerrasig und bildet Rhizome und lange Ausläufer – anders als beispielsweise das Scheiden-Wollgras (Eriophorum vaginatum). Die aufrechten Stängel haben einen runden Querschnitt und sind beblättert; oben sind sie graugrün, glatt und rund oder stumpf dreikantig.
Die Blattscheide des obersten Stängelblattes ist etwas aufgeblasen. Die seitlich rauen Blattspreiten sind linealisch, rinnig und verschmälern sich in eine lange dreikantige Spitze. Sie werden 2 bis 6 Millimeter breit und sind dunkelgrün, im Spätsommer oft auch rot bis kupferrot überlaufen. Die Blatthäutchen (Ligula) sind sehr kurz.

### Generative Merkmale
Der Blütenstand hat zwei laubblattartige Hüllblätter und besteht meist aus drei bis fünf, manchmal bis zu acht Ährchen. Diese erst sitzenden, dann gestielten und schließlich überhängenden Ährchen werden 10 bis 22 Millimeter lang und sind bis zu fünfzigblütig. Im Unterschied zum Breitblättrigen Wollgras sind die Ährchenstiele glatt. Jede der zwittrigen Blüten besitzt drei Staubfäden (Antheren) und Narben. Die Spelzen sind eilanzettlich, spitz, 6 bis 7 Millimeter lang, 2 bis 3 Millimeter breit, braun und hautrandig.
Die Hüllfäden der Blütenhülle (Perianth) sind zahlreich. Sie verlängern sich nach der Blütezeit bis zu fünf Zentimeter, fallen später als Einheit mit den Früchten ab und bilden den für Wollgräser kennzeichnenden weißen Wollschopf. Ihre langen Blütenhüllfäden verbleiben nach der Reife an der Basis der Karyopse (eine Sonderform der Nussfrucht) und bilden einen Flugapparat zur besseren Verbreitung der Samen durch den Wind. Die Antheren sind 3 bis 5 Millimeter lang.
Die Karyopse ist scharf dreikantig und fast geflügelt, 2 bis 3 Millimeter lang, 1 bis 1,5 Millimeter breit und braun.
Das Schmalblättrige Wollgras blüht von März bis Mai. Selten gibt es eine zweite Blütezeit im September.
Die Chromosomenzahl beträgt 2n = 58.

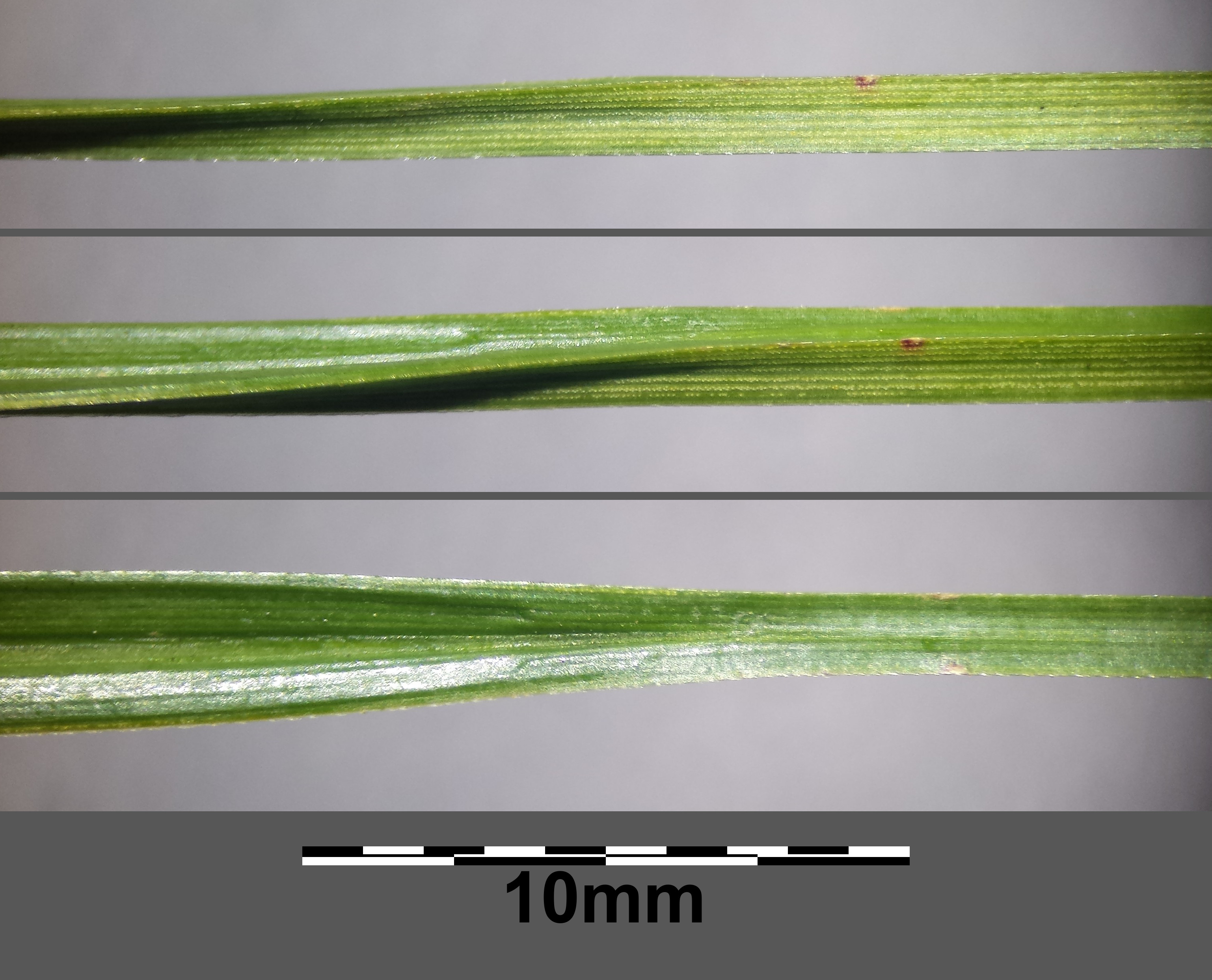
Die Laubblätter sind in eine dreikantige Spitze ausgezogen.
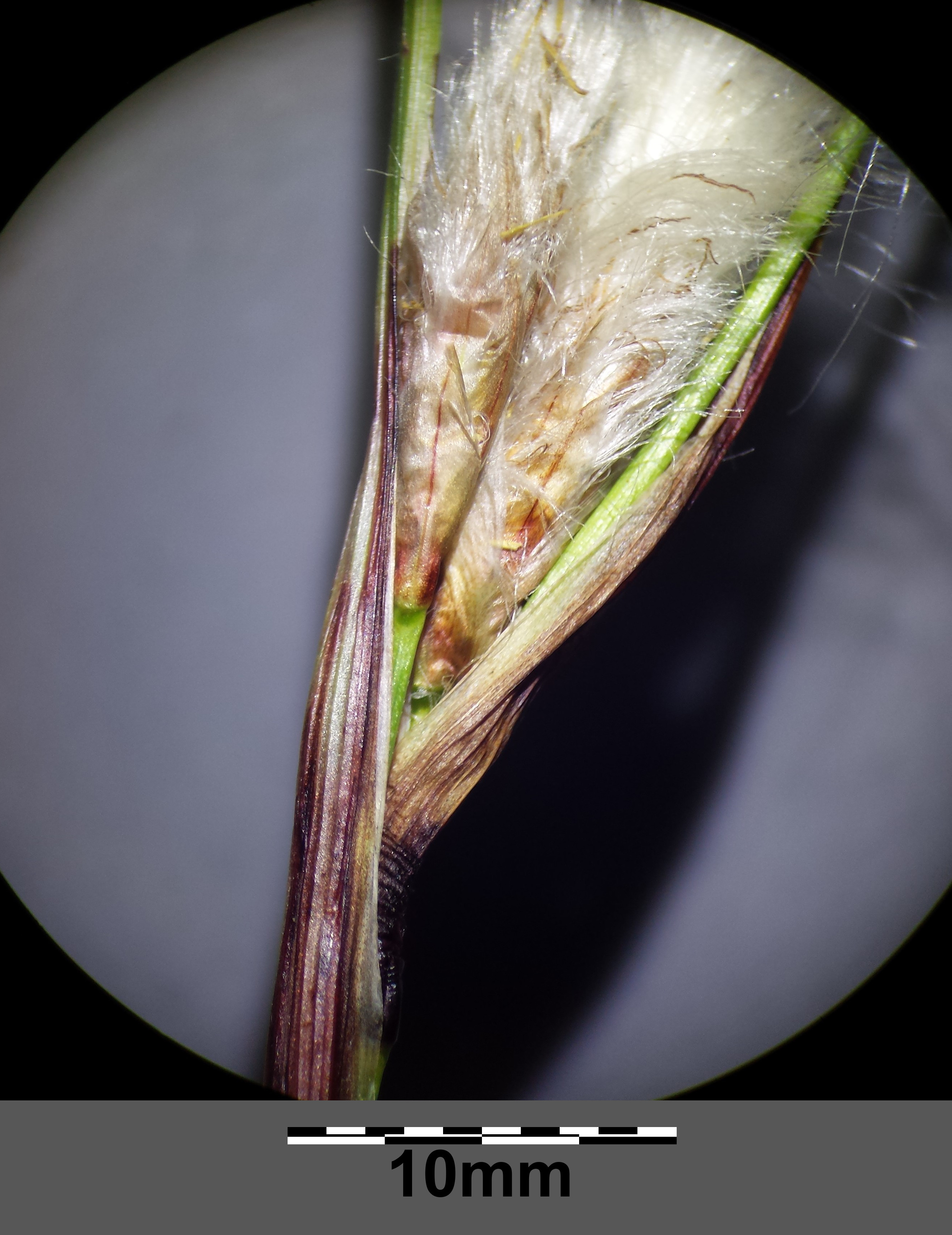
Die Blattscheide des obersten Stängelblatts ist bauchig erweitert.
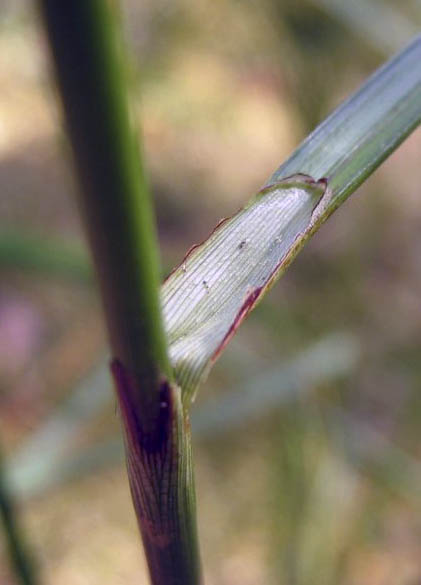
Blatthäutchen
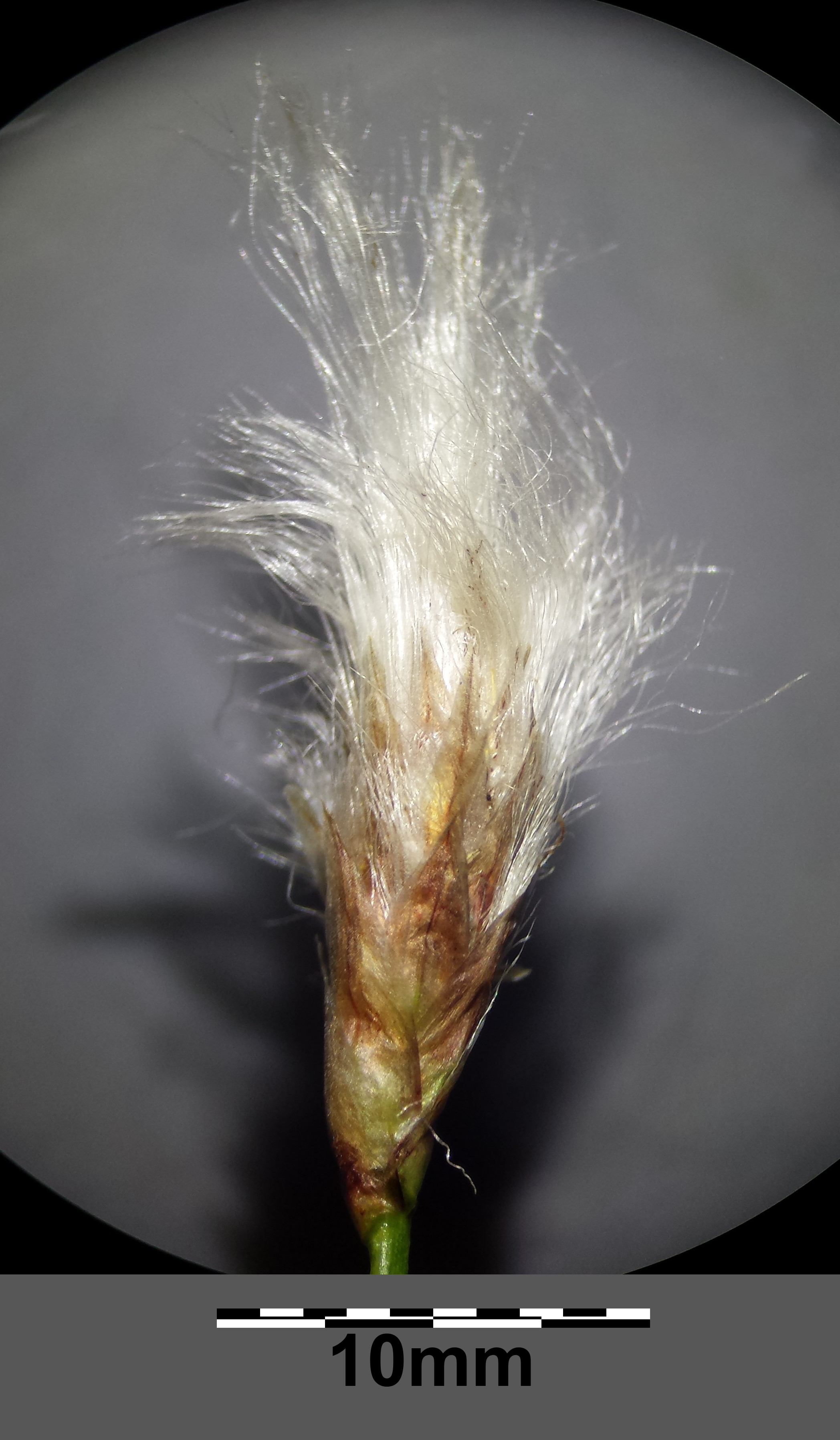
Ährchen mit wolligen Perigonborsten
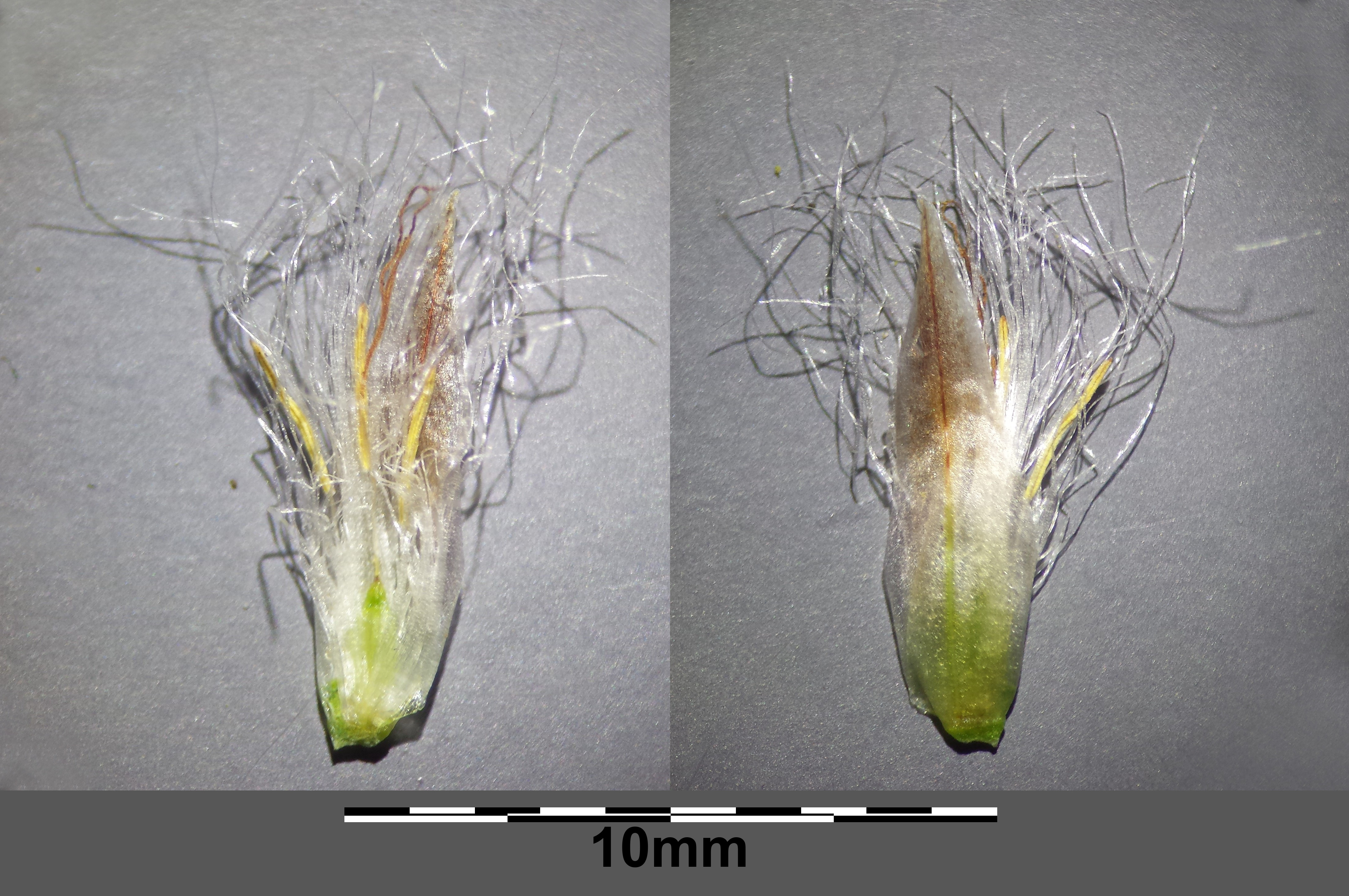
Blüte mit Deckblatt
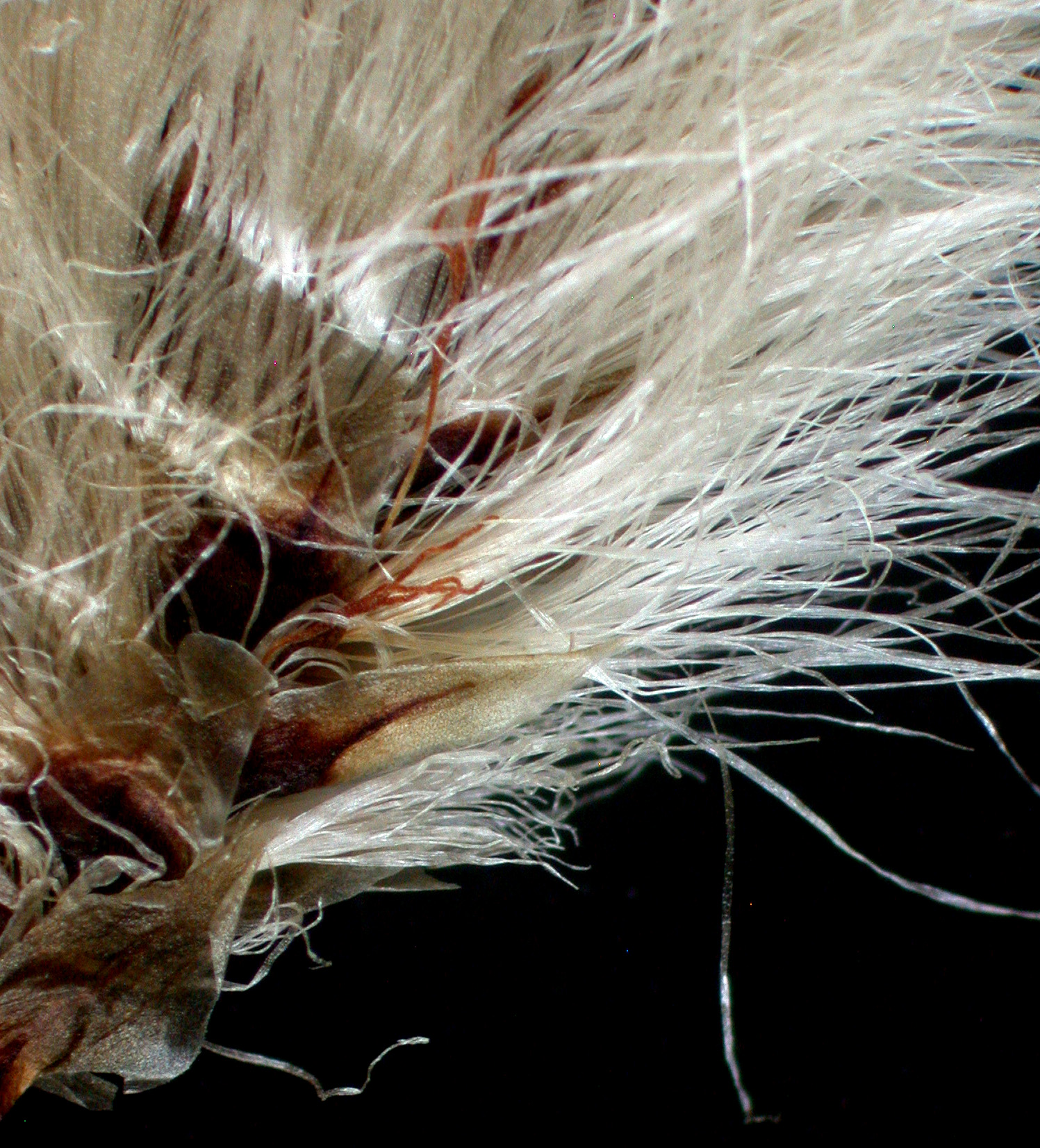
Fruchtstand
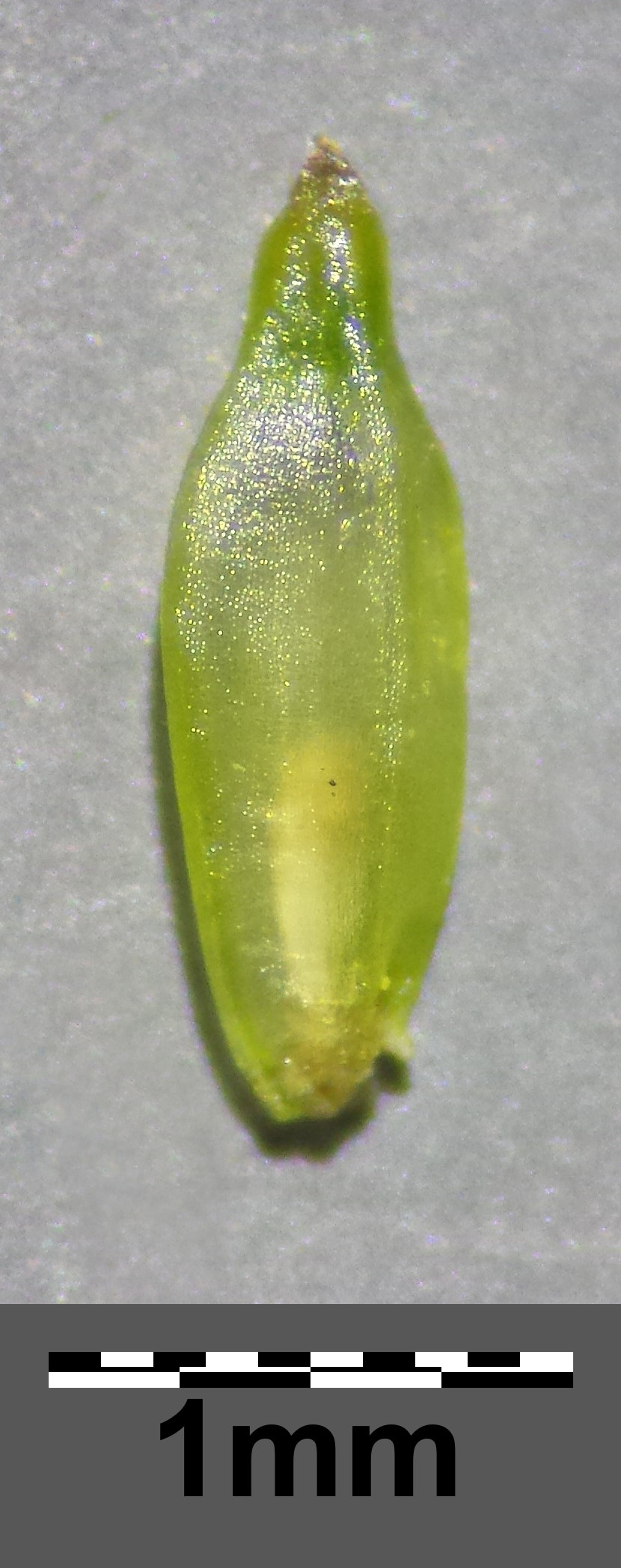
Junge Nuss

## Verbreitung und Standort
Das Schmalblättrige Wollgras kommt in fast ganz Europa, im arktischen und gemäßigten Asien und Nordamerika ziemlich häufig in warmgemäßigten bis arktischen Klimazonen vom Tiefland bis in Höhenlagen von etwa 2000 Metern NN (planar-kollin bis subalpin) vor. In Europa fehlt es nur in den Ländern Belarus, Ukraine, in Nordmazedonien und im europäischen Teil der Türkei.
Es wächst auf nährstoffarmen (oligo- bis mesotrophen), basen- und kalkarmen, sauren bis mäßig sauren, nassen, zum Teil überschwemmten Moorböden überwiegend in Zwischenmooren und Hochmooren, in Kiefern- und Birkenbruchwäldern sowie in sekundären birkenreichen „Moorwäldern“ entwässerter Standorte, aber auch auf sauren, nährstoffarmen Sandböden an Ufern oligotropher Seen.

### Standorte und Verbreitung in Mitteleuropa
Das Schmalblättrige Wollgras liebt mäßig basenreiche, sehr nasse, schlammige oder sandig-torfige Böden.
Es besiedelt nasse Wiesen, Gräben, Quellhorizonte, Ufer von verlandenden Moorseen, Dünen-, Zwischen- und Flachmoore. In den Alpen findet man es zerstreut bis über 2000 m Höhe. In den Allgäuer Alpen steigt es in Vorarlberg am Hochalpsee nahe dem Widderstein bis zu 1980 Metern Meereshöhe auf. Im Ötztal und im Kanton Wallis bei Zermatt erreicht es 2750 Meter. Typisch sind Bestände in Schwingrasen. In diese nachgiebigen Decken aus Torfmoosen treibt es seine langen Ausläufer. Dadurch verankert es sich und verfestigt zugleich den Schwingrasen; sein dortiges Vorkommen garantiert jedoch nicht die Begehbarkeit des Schwingrasens.
Es tritt an seinen Standorten oft in kleineren, zuweilen auch in oft ansehnlichen Beständen auf.

### Allgemeine Verbreitung
Das Schmalblättrige Wollgras kommt in Europa, Asien (bis Korea und Japan), in Nordamerika und in Grönland vor.
In Europa erstreckt sich sein Verbreitungsgebiet nordwärts bis Nord-Norwegen, südwärts bis Nordspanien, Süditalien und bis zu den Gebirgen der Balkan-Halbinsel.
In Deutschland kommt es vor allem in den kalkarmen Mittelgebirgen und in der Norddeutschen Tiefebene vor.

## Vergesellschaftung

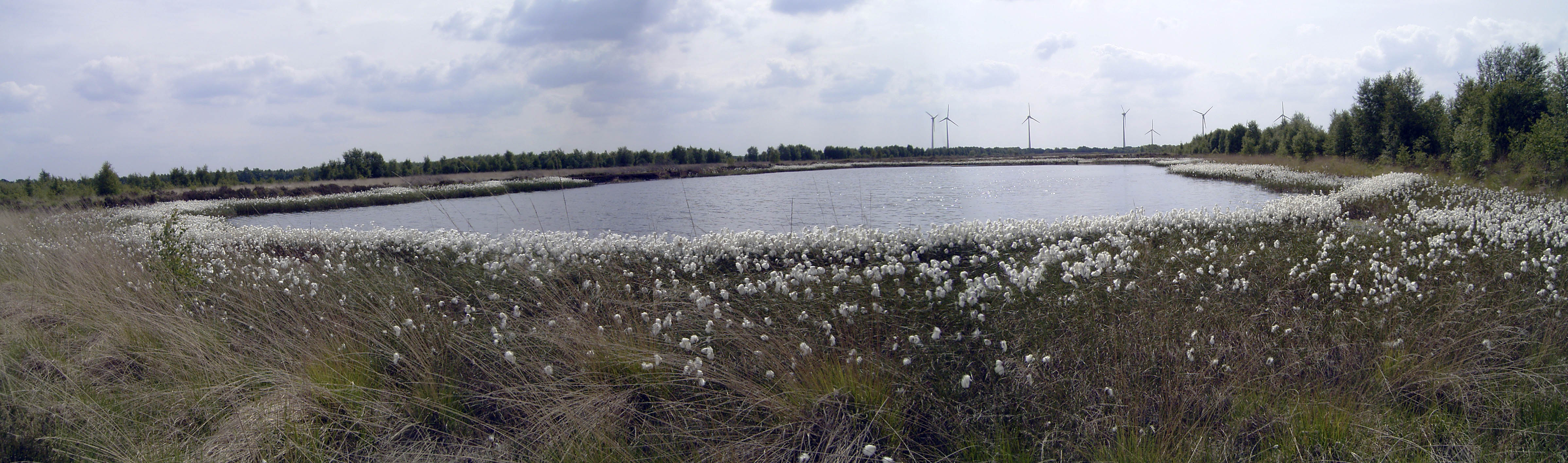
Wiedervernässungsgebiet (Polder) in Nordwestdeutschland, Polderrand mit Schmalblättrigem Wollgras

Das Schmalblättrige Wollgras ist eine Charakterart der Klasse Scheuchzerio-Caricetea fuscae (Kleinseggenriede der Sauer- und Basen-Zwischenmoore). In Kalk-Zwischenmooren wird sie durch das Breitblättrige Wollgras (Eriophorum latifolium) ersetzt. In Zwischenmooren wächst es häufig zusammen mit Torfmoosen wie dem Spieß-Torfmoos (Sphagnum cuspidatum), Blasenbinse (Scheuchzeria palustris), Weißem Schnabelried (Rhynchospora alba) und Fieberklee (Menyanthes trifoliata).

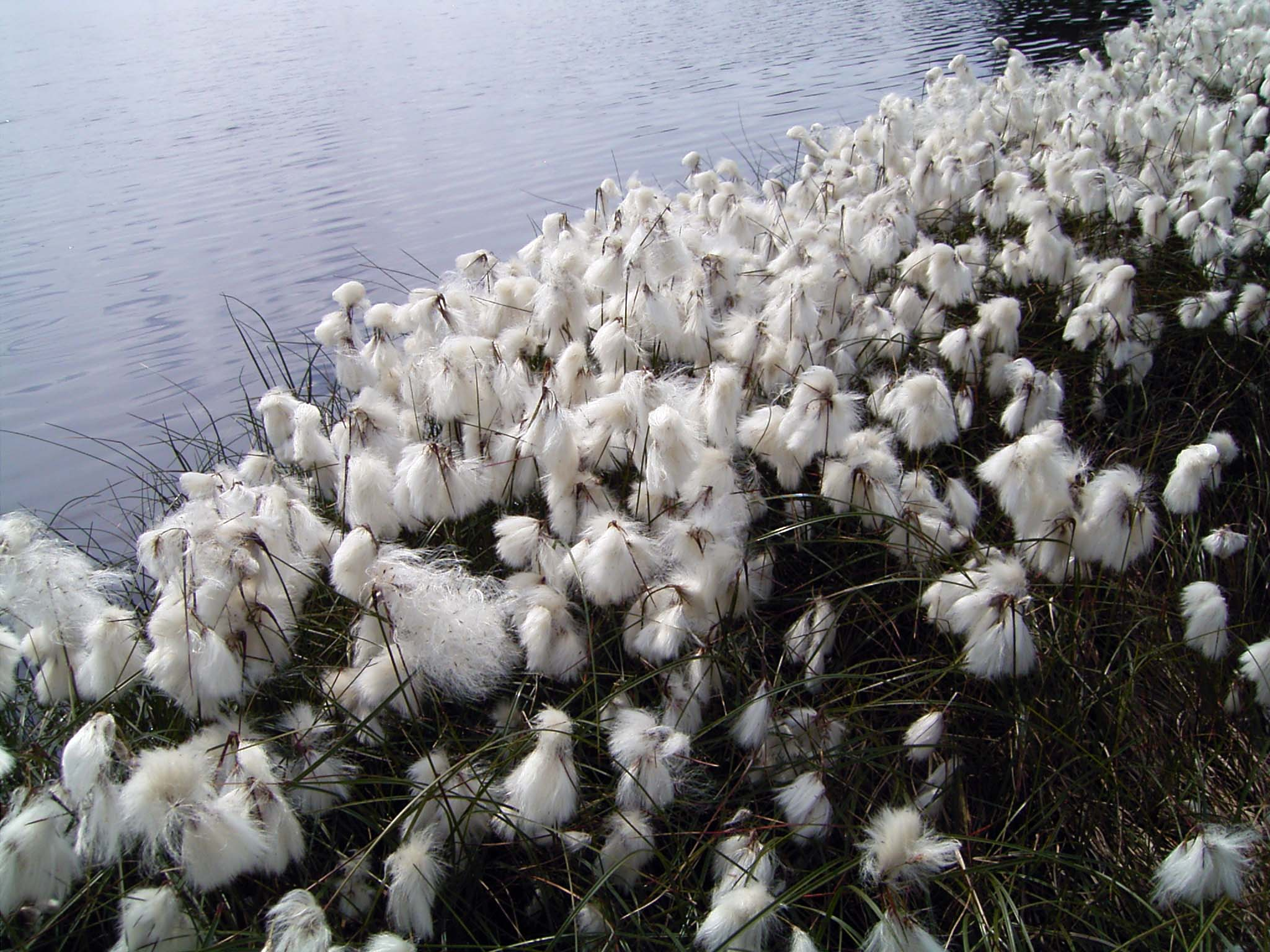
Bestand vom Schmalblättrigen Wollgras (Eriophorum angustifolium)

In Bult-Schlenken-Komplexen der Klasse Oxycocco-Sphagnetea der Regenmoore wächst das Schmalblättrige Wollgras an den Rändern von Schlenken, Blänken und Moorkolken. Stellenweise kann es diese auch ganz ausfüllen. In jungen Hochmoor-Renaturierungen tritt es oft bestandesbildend auf. Dort besiedelt es vorwiegend die nassen Ränder der Polder (Retentionsbecken zur Rückhaltung von Niederschlägen). Landwärts wird es häufig vom Scheiden-Wollgras, das trockenere Standorte bevorzugt, abgelöst.

## Ökologie
Die ökologischen Zeigerwerte nach Landolt et al. 2010 sind in der Schweiz: Feuchtezahl F = 4+w+ (nass aber stark wechselnd), Lichtzahl L = 4 (hell), Reaktionszahl R = 2 (sauer), Temperaturzahl T = 2+ (unter-subalpin und ober-montan), Nährstoffzahl N = 2 (nährstoffarm), Kontinentalitätszahl K = 3 (subozeanisch bis subkontinental).

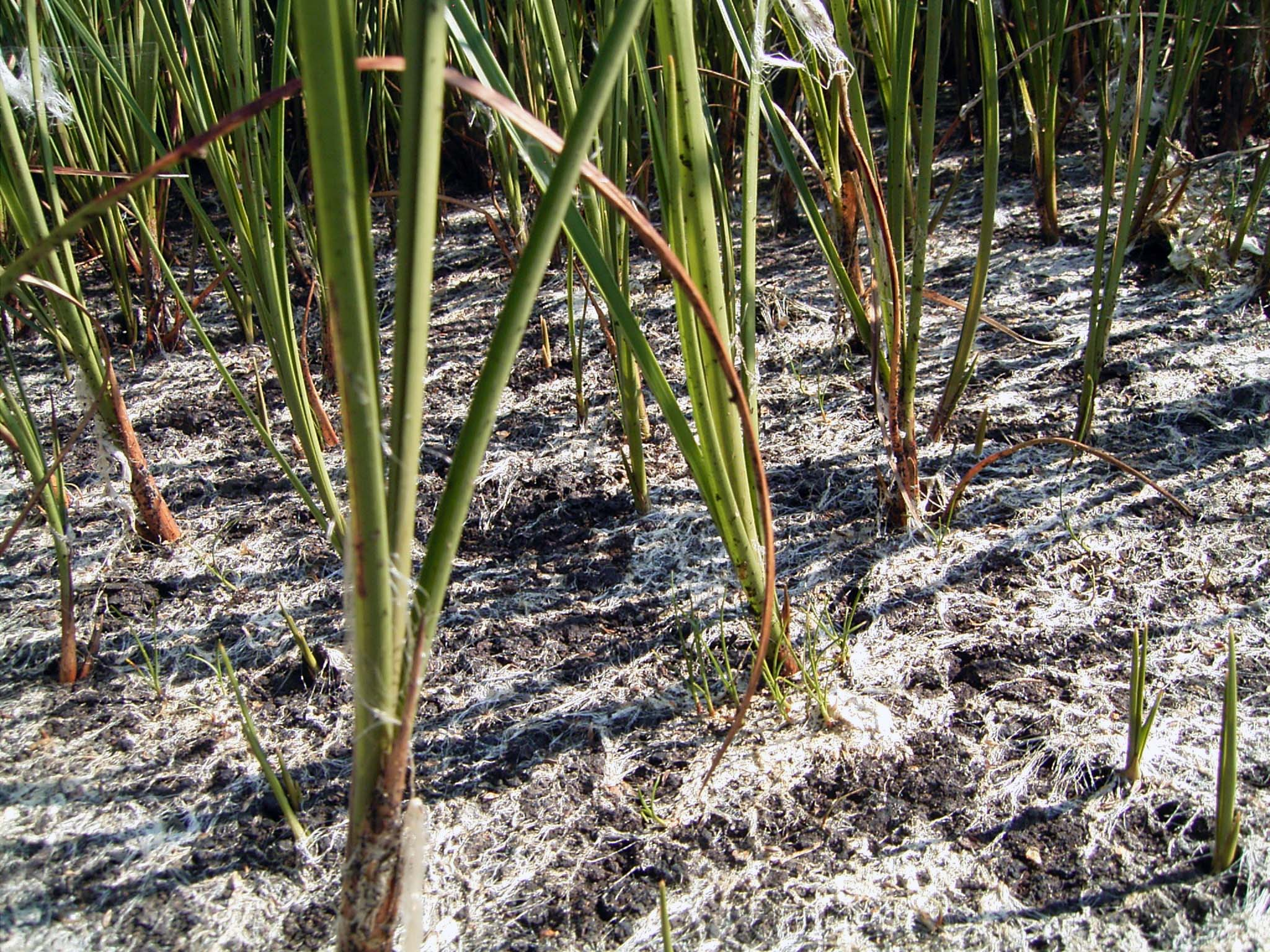
Das Schmalblättrige Wollgras breitet sich über Ausläufer rasch auf vegetationslose Flächen aus.

Das Schmalblättrige Wollgras ist ein Rhizom-Geophyt mit unterirdischen Ausläufern. Es wurzelt bis 50 Zentimeter tief. Die lineal-rinnigen Blätter sind wohl als Anpassung an die Mineralsalzarmut des Standorts zu verstehen, sie stellen also eine Peinomorphose dar, wie sie für Moorpflanze typisch ist. Das Schmalblättrige Wollgras ist eine Lichtpflanze, das heißt, es wächst bei vollem Licht und erträgt nur ausnahmsweise eine Beschattung. Sein ökologischer Schwerpunkt liegt auf durchnässten, häufig überschwemmten, luftarmen, sauren bis mäßig sauren, stickstoffarmen Böden. Es überwintert mit grünen Blättern, die aber im Frühjahr erneuert werden.
Ökologische Zeigerwerte nach Ellenberg: L - 8 T - x K - x F - 9= R - 4 N - 2 S - 0
Das Schmalblättrige Wollgras ist windblütig (Anemophilie) vom „Langstaubfädigen Typ“ und vorweiblich. Die Verfrachtung der Samen erfolgt durch den Wind (Anemochorie). Das Schmalblättrige Wollgras blüht von März bis Mai. Selten gibt es eine zweite Blütezeit im September.
Die Früchte sind kleine, von den stark verlängerten Perigonborsten gekrönte Nüsschen; sie stehen zu vielen als weißwolliger Kopf zusammen. Die Verfrachtung der Früchte erfolgt durch den Wind (Anemochorie) als Schirmchenflieger. Die Sinkgeschwindigkeit beträgt ca. 22 cm/s, damit werden Flugweiten von mindestens 10 km möglich. Bei feuchtem Wetter erfolgt zusätzlich eine Ausbreitung als Wasserhafter. Große Exemplare können bis zu 130.000 Früchte produzieren. Fruchtreife ist im Juni.
Vegetative Vermehrung erfolgt durch unterirdische Ausläufer.
Das Sauergras ist ein Wurzelkriechpionier und kann geeignete vegetationslose Flächen rasch besiedeln.

## Taxonomie und Systematik
Das Schmalblättrige Wollgras wurde 1782 von Gerhard August Honckeny (1724–1805) in Vollständiges Systematisches Verzeichniss aller Gewächse Teutschlandes, Band 1, S. 153 als Eriophorum angustifolium erstbeschrieben. Carl von Linné hatte die Art natürlich auch gekannt, hat sie aber 1753 zusammen mit dem Breitblättrige Wollgras (Eriophorum latifolium) und eventuell weiteren Arten als eine Art Eriophorum polystachion L. in Species Plantarum Tomus 1, S. 52 zusammengefasst gehabt.
Man kann die folgenden Unterarten unterscheiden:
- Eriophorum angustifolium subsp. angustifolium: Sie kommt in den subarktischen und gemäßigten Zonen der Nordhalbkugel vor.[10]
- Eriophorum angustifolium subsp. komarovii (V.N.Vassil.) Vorosch.: Sie kommt von Sibirien bis zum fernöstlichen Russland vor.[10]
- Eriophorum angustifolium subsp. triste (T.C.E.Fr.) Hultén: Sie kommt in der Subarktis vor.[10] Sie wird aber auch als eigenständige Art Eriophorum triste (Th.Fr.) Hadac & Á.Löve angesehen.[11]

## Gefährdung und Schutz
Das Schmalblättrige Wollgras ist weltweit nicht gefährdet und genießt keinen gesetzlichen Schutz. Auch in Deutschland gilt die Pflanze bundesweit als nicht gefährdet, ist jedoch in einzelnen Bundesländern in der Roten Listen gefährdeter Farn- und Blütenpflanzen als gefährdet (Gefährdungskategorie 3) eingestuft. In der Schweiz ist die Art nicht gefährdet.